# Lobopoma ambages
Lobopoma ambages är en insektsart som beskrevs av Karsch 1896. Lobopoma ambages ingår i släktet Lobopoma och familjen gräshoppor. Inga underarter finns listade i Catalogue of Life.